# Juan José Calandria
Pour les articles homonymes, voir Calandria.
Juan José Calandria est un peintre et sculpteur uruguayen né le 12 décembre 1902 à Canelones (Uruguay) et mort le 18 juillet 1980.

## Parcours artistique
Juan José Calandria est né à Canelones en Uruguay. Après avoir obtenu son diplôme de fin d'études, il entre à l'École des Arts décoratifs puis à l'École Industrielle, en ayant dans l'idée de devenir architecte. Toutefois la sculpture l'intéresse tellement qu'il consacre finalement tout son temps à étudier ce dernier domaine.
Âgé de dix-huit ans, Calandria devient assez connu lorsqu'il remporte la plus importante bourse d'études d'Uruguay qui lui permet de poursuivre ses études pendant quatre années. Cependant, il est jugé trop jeune pour recevoir ce prix. Il ne se décourage pas, continue ses études avec ses propres moyens et remporte de nouveau cette bourse à l'âge de vingt-deux ans. Il gagne alors sa première médaille d'or et le grand Prix de l'Exposición Agropecuaria y Industrial de Canelones.
Après de nombreux voyages en Europe, Calandria s'établit à Paris où il séjourne durant quatorze ans, travaillant sous la houlette de Bourdelle, Charles Despiau et Marcel Gimond. Il devient rapidement l'assistant de Gimond à l'Académie Colarossi mais enseigne également dans son propre atelier. En 1939, son talent est désormais reconnu et ses œuvres exposées dans de nombreuses galeries parisiennes (Les Salons des Tuileries et du Printemps ainsi que l'exposition des Artistes Contemporains).
Calandria obtient la médaille d'or à l'exposition internationale de Paris.[réf. nécessaire] Plusieurs de ses sculptures sont exposées au pavillon de l'Uruguay.
Lorsque la Seconde Guerre mondiale éclate, Calandria est en vacances en Grèce. Il embarque pour New York, où il séjourne un an pendant lequel il expose à plusieurs reprises. Ensuite, il retourne en Uruguay et est nommé Consul de La Nouvelle-Orléans en 1941.[réf. nécessaire] Il se marie la même année avec Challis Walker et déménage pour le sud où il s'installe définitivement avec sa famille.
Lorsqu'il quitte ses fonctions de consul en 1958, il peut alors retrouver son métier d'artiste qui gagne en renommée. Par ailleurs, son œuvre devient de plus en plus abstraite.

## Carrière d'enseignant
À Paris, durant la guerre[Laquelle ?], Calandria enseigne la sculpture et le dessin au Club des Arts et Métiers. Il enseigne également à des adultes et des enfants dans son atelier de Pontalba. Plus tard, à La Nouvelle-Orléans, il a enseigné la sculpture durant plusieurs années à l'École de Peinture et de Sculpture Calandria de Gallier Hall et ensuite dans son atelier de l'avenue Jefferson. Son exposition au Trade Mart fut la plus vaste et la plus importante.

## Problèmes de santé
Perclus d'arthrite, il poursuit néanmoins son travail à genoux car toute autre position lui est impossible. Forcé d'arrêter la sculpture, il continue à peindre de façon prolifique et prépare une autre grande exposition.
Toutefois il a développé une nouvelle maladie en 1978. Il annule son exposition et cesse également de peindre deux ans avant de mourir. Il a été le premier artiste de La Nouvelle-Orléans à vendre une de ses œuvres, en l'occurrence une sculpture, pour enrichir la collection permanente des Arts de La Nouvelle-Orléans.[réf. nécessaire]